# Moncadakazerne

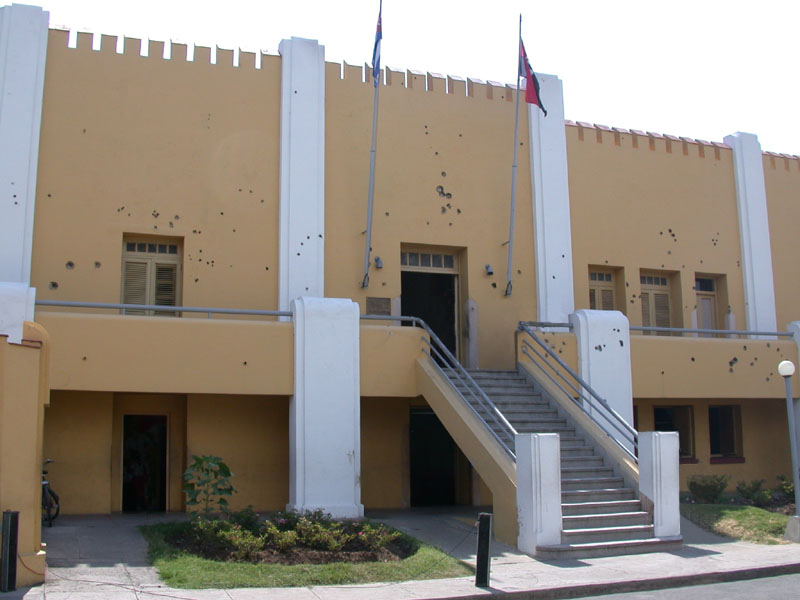
Gebouw op de Moncadekazerne, de kogelgaten zijn later weer aangebracht

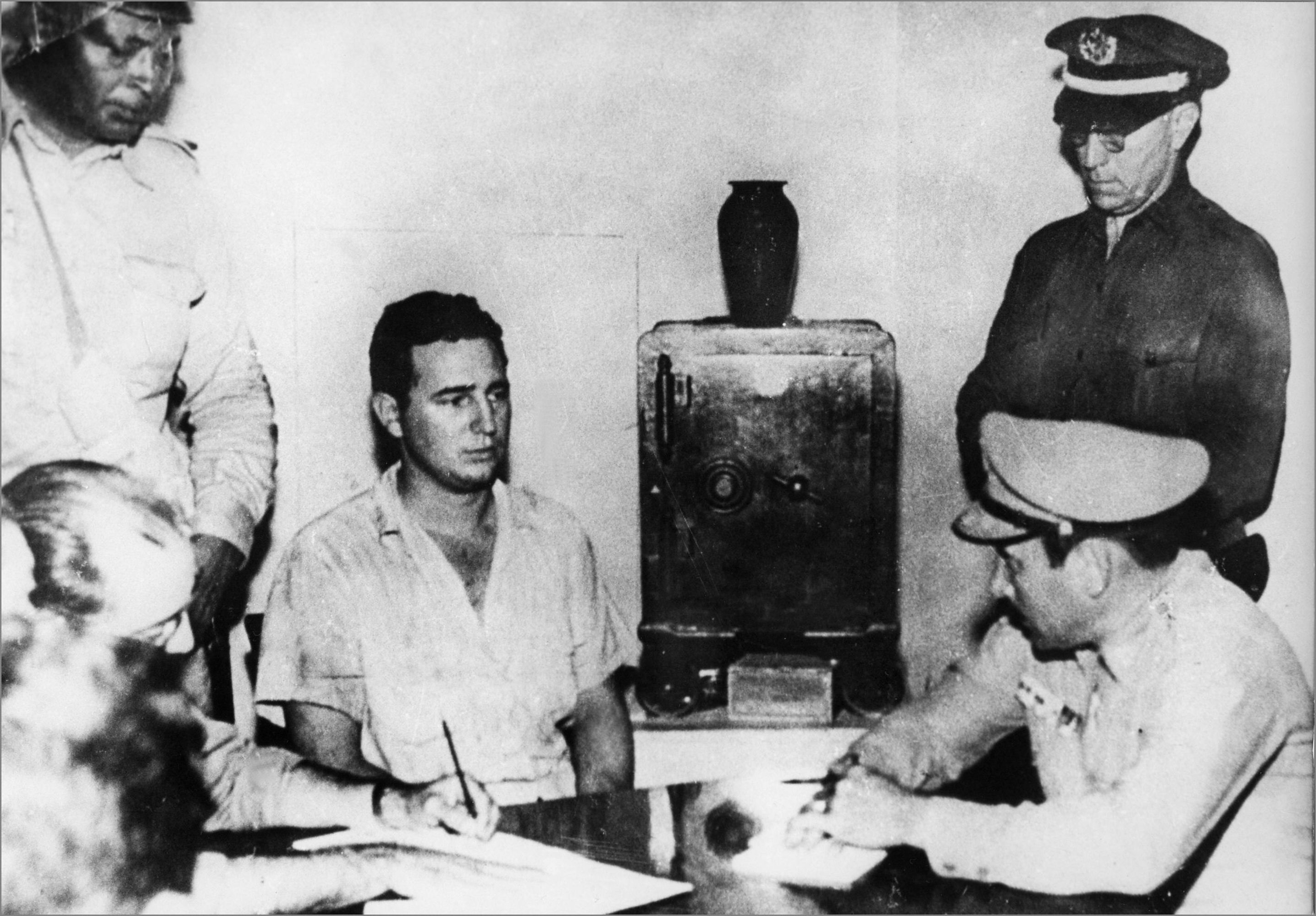
Fidel Castro gearresteerd (1953)

De Moncadakazerne was een kazerne van het Cubaanse leger in Santiago de Cuba. Het was vernoemd naar de generaal Guillermo Moncada een held uit de Cubaanse Onafhankelijkheidsoorlog.
Op 26 juli 1953 voerde een groep gewapende revolutionairen, onder leiding van Fidel Castro, een aanval uit op de kazerne. Twee dagen eerder was Castro met 200 rebellen vanuit Havana richting de stad gereden. De groep verzamelde zich buiten de stad in Siboney. Ze hadden legeruniformen en een verzameling oude wapens, maar voor de rest waren de voorbereidingen slecht. In de vroege ochtend van de 26 juli vertrok een rij personenwagens naar de kazerne, een paar auto's konden de weg niet te vinden waaronder een groep met de belangrijkste wapens. Zij die wel arriveerden bij de kazerne werden vroegtijdig opgemerkt door de wacht. De aanval mislukte omdat het verrassingselement weg was, de rebellen duidelijk in de minderheid waren en veel wapens ontbraken. De rebellen wilde wapens buit maken in de kazerne, maar door de slechte voorbereiding kwamen ze niet uit in het wapenmagazijn maar bij een kapperszaak. Bij de aanval werden 15 soldaten en drie politieagenten gedood en 23 soldaten en vijf agenten raakten gewond. Onder de rebellen vielen negen doden en 11 gewonden.
Achttien rebellen werden bijna direct gearresteerd, gefolterd en korte tijd later geëxecuteerd door Batista’s troepen. In de drie dagen erna werden nog eens 34 rebellen opgepakt, na hun bekentenis werden ook zij gedood. Castro en een paar anderen ontsnapten naar de nabijgelegen bergen maar zij werden alsnog opgepakt.
Voor de rechtbank in de stad werden 122 mensen aangeklaagd voor hun deelname aan de aanval van 26 juli. Hiervan waren er 51 rebellen die waren opgepakt en zes rebellen die nog op vrije voeten waren. De resterende 65 waren voornamelijk politieke leiders en activisten van de oppositie die niet direct bij de aanval betrokken waren. De processen begonnen op 21 september en de uitspraak volgde op 6 oktober 1953. Fidel nam de volledige verantwoordelijkheid voor de aanval op zich. Negentien rebellen werden niet schuldig bevonden op basis van gebrek aan bewijs. De lichtste straffen waren zeven maanden gevangenis. Raúl Castro werd veroordeeld tot 13 jaar en zijn broer Fidel tot 15 jaar gevangenisstraf. In 1955 kregen veel rebellen, waaronder Fidel en zijn broer, amnestie.
Deze gewapende aanval wordt algemeen aanvaard als het begin van de Cubaanse revolutie. De datum waarop de aanval plaatsvond, 26 juli, werd door Castro aangenomen als de naam voor zijn revolutionaire beweging (Movimiento 26 Julio of M-26-7) die uiteindelijk op 12 januari 1959 de dictatuur van Fulgencio Batista ten val bracht.
De schade aan de kazerne werd snel hersteld na de aanval. Na de revolutie werd de kazerne in 1960 gebruikt als school. Later is er een museum, Museo de Historia 26 de Julio, bijgekomen met de aanval als belangrijk thema.